# Progreso Lakes
Progreso Lakes ist eine Stadt im unteren Rio-Grande-Tal im US-Bundesstaat Texas. Sie liegt im Hidalgo County in unmittelbarer Flussnähe des Rio Grande an der amerikanisch-mexikanischen Grenze. Das U.S. Census Bureau hat bei der Volkszählung 2020 eine Einwohnerzahl von 257 ermittelt.
Der Ort entstand in den ersten Jahrzehnten des 20. Jahrhunderts als eine Art „Outlet“ der nördlich gelegenen Nachbarstadt Progreso und etablierte sich vor allem als Zentrum Landwirtschaft betreibender örtlicher Farminhaber. Die Einwohnerschaft lag im Verlauf der Stadtgeschichte zwischen 100 und 200 und betrug den Zensusdaten von 2017 zufolge 278 Personen. Ungeachtet der unmittelbaren Nachbarschaft zu Progreso und der geringen Einwohneranzahl firmiert Progreso Lakes seit 1979 nicht mehr als Census-designated place, sondern als unabhängige, selbstverwaltete City.

## Beschreibung
Progreso Lakes liegt im südöstlichen Teil des Hidalgo County – einen Kilometer südlich der Nachbarstadt Progreso, in unmittelbarer Nachbarschaft zur mexikanischen Grenzstadt Nuevo Progreso und rund zehn Kilometer südlich von Weslaco. Ebenso wie Los Ebanos und La Joya im Südwesten und Hidalgo im zentral-südlichen Bereich des County zählt die Ortschaft zu der im unmittelbaren Grenzbereich, direkt am Rio Grande gelegenen Kette von Ansiedlungen. Landschaftlich sowie von der Vegetation her ist Progreso Teil des unteren Rio Grande Valley – einer Region, die stark von der dort praktizierten Bewässerungslandwirtschaft geprägt ist und sich produkttechnisch vor allem auf Zitrusfrüchte, Zuckerrohr sowie Gemüseanbau kapriziert hat. Das Klima in der Region ist subtropisch und subhumid. Die Temperaturangaben für die nicht weit entfernte Stadt McAllen reichen von durchschnittlich 8 °C im Januar bis zu 35 °C im Juli. Die durchschnittliche Jahrestemperatur beträgt 23 °C. Die durchschnittliche jährliche Niederschlagsmenge liegt bei 584 l/m². Haupt-Regenmonate sind Mai und September.
Die Lage von Progreso ist zum einen geografischen Zufällen geschuldet: In den Einzugsbereich der USA geriet der Ort erst im Jahr 1914 – durch eine Veränderung des Rio Grande-Verlaufs, in dessen Folge er auf die Nordseite der Grenze „rutschte“. Die weitere Umgebung wird bestimmt durch die Nachbarschaft zu dem unmittelbar nördlich anschließenden Regionalzentrum Progreso. Wichtigste Verbindungsstraße ist der auch als Military Highway bezeichnete US Highway 283 – eine grenznahe, parallel zum US Highway 83 verlaufende Verbindung, welche von Brownsville ausgehend auf das nordmexikanischen Zentrum Reynosa hinführt und dort in Richtung McAllen nach Norden abbiegt. Das Stadtterritorium erstreckt sich vom Military Highway im Norden bis zum Rio Grande und der Progreso–Nuevo Progreso International Bridge im Süden. Unmittelbare Nachbarstädte sind Progreso im Norden sowie die mexikanische Grenzstadt Nuevo Progreso südlich des Flusses. Hauptverkehrsachse ist der S International Blvd, der von Progreso kommend in gerader Richtung auf die Grenzbrücke zuführt. Die Gebiete östlich und westlich der Stadt sind weitgehend unbesiedelt und werden vorwiegend zu landwirtschaftlichen Zwecken genutzt. Im Stadtgebiet – in unmittelbarer Nähe zur Internationalen Grenzbrücke – befindet sich eine Colonia (B and P Bridge Colonia). Markante Punkte im Stadtgebiet sind zwei sogenannte Resacas – hufeisenförmig gebogene Seen mit den Namen Lion Lake und Moon Lake. Auf die beiden Seen verweist auch der Name der Stadt, der einmal auf das nahegelegene Progreso mit aufführt, zusätzlich jedoch auf Seen (in der Mehrzahl) Bezug nimmt.
Die Entwicklung der Stadt geht ungefähr synchron mit derjenigen der Nachbarstadt Progreso: Um 1903 erwarben Zuckerpflanzer Ranchland in der Region, erbauten Häuser um die beiden Seen und verkauften das Land kurz nach Ende des Ersten Weltkriegs an die Borderland Sugar Company. Nach Rückschlägen verkaufte W. M. Bancroft, maßgeblicher Miteigner der Gesellschaft, das Land ebenfalls weiter – an die Progreso Development Company. Die neuen Eigner nutzten das Wohnhaus von Bancroft unter anderem als „Landparty“-Haus zwecks Unterhaltung potenzieller Käufer und Investoren. Neuer landwirtschaftlicher Schwerpunkt war nunmehr die Zitrusfrüchte-Produktion. Nach überschwemmungs- und frostbedingten Rückschlägen stellten die Landeigner die Zitrusfrüchte-Produktion weitgehend ein. Infrastrukturell aufgewertet wurde die Region durch den 1952 abgeschlossenen Bau der Progreso–Nuevo Progreso International Bridge. Die landwirtschaftliche Produktpalette wurde in der zweiten Hälfte des 20. Jahrhunderts erweitert auf Sorghum, Zuckerrohr und Baumwolle. Ende der 1990 gehörten zur ökonomischen Infrastruktur der Stadt zwei Getreidesilos sowie ein Supermarkt. 1979 konstituierte sich Progreso Lakes als unabhängige, inkorporierte Stadt.

## Demografie
Verglichen mit der umliegenden Region fallen drei statistische Indikatoren aus der Reihe: Überdurchschnittlich hoch sind das Medianalter, das Median-Haushaltseinkommen und schließlich der Anteil von Weißen an der Gesamtpopulation. Für das Jahr 2017 ermittelte der US-Zensus 278 Einwohner. 151 davon waren männlich, 127 weiblich, 218 Erwachsene, 60 Kinder oder Jugendliche und 56 älter als 65 Jahre. Der Altersmedian betrug 48,5 Jahre. 174 Einwohner beziehungsweise 62,6 % bezeichneten sich als Hispanic beziehungsweise Latino, 102 oder 36,7 % als Weiße, zwei Einwohner (0,7 %) als Afroamerikaner. Asiaten, indianischstämmige Natives sowie mehr als einer Ethnie angehörige Personen waren in der Erhebung nicht präsent. Das Medianeinkommen betrug lauf Quickfact-Infos des Zensus pro Haushalt 88.250 US-Dollar (USD). Der ermittelte Medianwert liegt deutlich über dem des Bundesstaats Texas (54.700 USD) sowie dem Vergleichswert für die USA insgesamt (55.300 USD). An Personen, die in Armut leben, wies der Zensus einen Anteil von 4,7 % aus, an Personen ohne Krankenversicherung 27 %.

## Sonstiges
Die Schulversorgung von Progreso Lakes wird vom Progreso Independent School District mit übernommen. Er ist zuständig für die Orte Progreso, Progreso Lakes sowie einen kleinen Teil von Weslaco. Der Schulranking-Site greatschools.org zufolge umfasst das Schulangebot zwei Vorschulen, drei Elementary Schools, drei Middle Schools und zwei High Schools.